# FC Nuorese Calcio
FC Nuorese Calcio is een Italiaanse voetbalclub uit Nuoro, in de regio Sardinië. De club werd opgericht in 1930.

## Bekende (oud)spelers
- Gianluca Festa
- Luis Oliveira
- Pietro Paolo Virdis
- Gianfranco Zola